# آلگیس الکناویتسیوس
آلگیس الکناویتسیوس (انگلیسی: Algis Oleknavicius؛ زادهٔ ۱۷ اوت ۱۹۴۷) دوچرخه‌سوار اهل آلمان است.